# 第21代総選挙 (大韓民国)
第21代総選挙（だい21だいそうせんきょ、韓国語: 제21대 국회의원 선거）は、韓国の立法府である国会を構成する議員を改選するため、2020年4月15日に行われた選挙で、1948年5月の初代総選挙から数えて21回目となる。

## 概要
今回の選挙は、公職選挙法が2019年12月に改正されてから初めての国政選挙となる。法改正により選挙権年齢が満19歳から満18歳に引き下げられた他、比例代表選出議員の半数以上が「連動型比例代表制」と呼ばれる新しい議席配分制度によって選ばれる。新制度では、地域区（小選挙区）の当選者が多い政党ほど配分される議席が少なくなる（詳細は配分方法参照）。その為、法改正時点では今度の選挙で少数政党が有利になるとの見方が多く、「韓国政治に多党制をもたらす切っ掛けになる」との見解を出した識者もいた。だが一方で、「大政党が比例代表に特化した衛星政党を用意すれば新制度が形骸化させられる」との懸念が法改正前からあり、実際に共に民主党と未来統合党がそれぞれ共に市民党と未来韓国党を結成したことから、最終的な結果次第では新制度の在り方について問われる可能性がある。
また、今回の選挙は2019新型コロナウイルスの感染流行に大きく影響を受けた選挙となった。国内では総選挙直前の2月からウイルスが国内で急激に流行し、街頭での運動を中断してSNSや電話を多用する異例の選挙活動が展開された他、一時は総選挙の日程延期も懸念された。最終的に選挙は予定通り行われたが、投票所では有権者が一人一人使い捨てのビニール手袋をはめて投票する等の感染予防対策が取られた。国外ではウイルスの世界的な流行（パンデミック）によって在外選挙の実施が40カ国の65カ所で不可能になった他、実施可能な国でも投票率の低下や投票箱の移動制限による日程の遅れが懸念された。
政治的には、投票日の2020年4月15日は大統領の文在寅にとって任期中盤の時期に当たるため、文在寅政権に対する中間評価を下す選挙との見方が広がっている。 そのため、選挙結果によっては文在寅政権がレームダック化して国政運営に影響を与える可能性がある他、ソウル市中心部の鐘路区選挙区では与野党の首相経験者同士が対決することから次期大統領選挙の「前哨戦」とも位置付けられている。
事前の情勢分析では、与党である共に民主党が最も高い支持率を維持しているものの、与野党ともに無党派層の取り込みに苦戦しているとみられることから、新型コロナウイルス感染症に対する文在寅政権の対策を国民がどう評価するかが焦点になると見られていた。共に民主党は、曹国前法務部長官の不正発覚や経済政策の不振による中道層の支持離れ、及びに格差や就職難といった経済的不満が解消されない若年支持層の離反が懸念されていた。そのため、比例代表での議席維持を目指して総選挙直前に衛星政党の共に市民党を結成しており、その成果が注目された。また、新型コロナウイルス感染症の国内流行と関連し、当初は文在寅政権の初動遅れに対する批判が与党への逆風となることも懸念されたが、政府の対コロナ政策が効果を上げたことで途中から有権者の与党へ対する支持に一役買ったとみられている。
一方の野党も、中道層や無党派層をうまく取り込めていないとみられており、新型コロナウイルス感染症の国内流行も野党への支持に結びつけることが出来なかったと分析されている。その為、比例代表制度の改正も相まって正義党以外の全野党が前回の総選挙以降に何らかの政党再編を行い、候補者登録申請が完了した時点で国会に議席を有する野党の数は10党にまで増加した。前回の総選挙で共に民主党に次ぐ議席数を得たセヌリ党は、党内反主流派の離党後も自由韓国党として引き続き国会第二党の座にあったが、朴槿恵大統領弾劾の影響や「富・権力の既得権益受益者」といった若年層のイメージを払拭できずに党勢が伸び悩んだ。そのため、保守票を結集させる狙いで複数の保守系政党と未来統合党を結成し、併せて衛星政党である未来韓国党を分党した。また、前回の総選挙で第三極の地位を得た国民の党の関係者も他党との統合・分裂を繰り返し、最終的に民生党と国民の党の二党に落ち着いたが、過去の勢いは見られなかった。その他、公職選挙法改正によって少数政党が有利になるとの見方が出たことから、正義党を始めとする進歩系少数派政党が支持率を一時上昇させたが、共に市民党の結成によって支持率が軒並み急落し、選挙戦を闘う上で致命的な打撃を受けた。

## 日程
- 予備候補者登録申請：2019年12月17日まで
- 候補者登録申請：2020年3月26日と27日の二日間、午前9時から午後6時まで。
- 在外投票：4月1日から4月6日、午前8時から午後6時。
- 船上投票：4月7日から10日。
- 事前投票：4月10日から11日、午前6時から午後6時。
- 投票日：4月15日、午前6時から午後6時。

出典：선거일정（選挙日程）、中央選挙管理委員会選挙統計システム、2020年 1月27日閲覧.

## 基礎データ
- 大統領 : 文在寅
- 選挙事由：任期満了
- 有権者：満18歳以上の大韓民国国民
- 被選挙権：満25歳以上の大韓民国国民
- 確定選挙人数：未定
- 議員定数：300議席
  - 地域区：253議席
  - 比例代表：47議席
- 投票：2票制。候補者（地域区）と政党（比例代表）へ票を投じる（記号式投票）
- 投票日 : 2020年4月15日
- 選挙制度：小選挙区比例代表並立制。重複立候補は禁止。
  - 地域区：小選挙区、最多得票を得た候補者が当選
  - 比例代表：政党に投じられた得票に比例して議席配分。阻止条項あり（得票率3％未満もしくは地域区5議席未満の政党）。
- 比例代表の配分方法：①連動型比例代表制で30議席、非連動型比例代表制で17議席を配分。
  - 連動型比例代表制：阻止条項をクリアした政党（議席割当政党）が候補者を擁立した地域区の数に議席割当政党の得票率（議席割当政党の得票数を全ての議席割当制党の総得票数で割った数）を掛け、算出された積の数字から議席割当政党の地域区当選人数を引いた数の整数部分を各議席割当政党に配分。残る議席は小数点以下の商が大きい議席割当政党の順に配分。産出数がマイナスの場合は議席割当ゼロとして扱う（地域区との連動率：最大50％）。
  - 非連動型比例代表制：阻止条項をクリアした政党（議席割当政党）の得票率を算出し、その商の整数部分を各議席割当政党に配分。残る議席は小数点以下の商が大きい議席割当政党の順に配分。

## 候補者
公職選挙法改正によって比例代表では少数政党が有利になるとの見方が多かったことから、選挙前に既存政党から分裂した新党や改選前に国会の議席を有していなかった多数の泡沫政党がこの選挙に候補者を出した。比例代表に候補者登録した政党は35党にのぼり、そのうち比例代表だけに候補者登録した政党は20党に及んだ。これは、比例代表で政党へ投票するようになった第17代総選挙以降では最多となる政党数であり、有権者が投票の際に用いる投票用紙の長さも48.1cmと歴代最長となった。
| 番号     | 政党              |
| -------- | ----------------- |
| 1        | 共に民主党        |
| 2        | 未来統合党        |
| 3        | 民生党            |
| 6        | 正義党            |
| (7)      | ウリ共和党        |
| (7-8)    | 民衆党            |
| (7-8)    | 親朴新党          |
| 変動番号 | 行こう!平和人権党 |
| 変動番号 | 共和党            |
| 変動番号 | 国家革命配当金党  |
| 変動番号 | 国民新政党        |
| 変動番号 | 基督自由統一党    |
| 変動番号 | 基本所得党        |
| 変動番号 | 労働党            |
| 変動番号 | 未来党            |
| 変動番号 | 民衆民主党        |
| 変動番号 | セヌリ党          |
| 変動番号 | 忠清の未来党      |
| 変動番号 | 統一民主党        |
| 変動番号 | 韓国福祉党        |
| 変動番号 | ハンナラ党        |

| 番号 | 政党               |
| ---- | ------------------ |
| 3    | 民生党             |
| 4    | 未来韓国党         |
| 5    | 共に市民党         |
| 6    | 正義党             |
| 7    | ウリ共和党         |
| 8    | 民衆党             |
| 9    | 韓国経済党         |
| 10   | 国民の党           |
| 11   | 親朴新党           |
| 12   | 開かれた民主党     |
| 13   | 行こうコリア       |
| 14   | 行こう!平和人権党  |
| 15   | 行こう環境党       |
| 16   | 国家革命配当金党   |
| 17   | 国民新政党         |
| 18   | 国民参与新党       |
| 19   | 基督自由統一党     |
| 20   | 目覚めた市民連帯党 |
| 21   | 南北統一党         |
| 22   | 労働党             |
| 23   | 緑色党             |
| 24   | 大韓党             |
| 25   | 大韓民国党         |
| 26   | 未来党             |
| 27   | 未来民主党         |
| 28   | セヌリ党           |
| 29   | 女性議党           |
| 30   | 宇理党             |
| 31   | 自由党             |
| 32   | 自由の夜明け党     |
| 33   | 中小自営業党       |
| 34   | 忠清の未来党       |
| 35   | 統一民主党         |
| 36   | 韓国福祉党         |
| 37   | 弘益党             |

## 選挙結果
選挙の結果、文在寅大統領の与党である共に民主党と比例政党である共に市民党が全300議席の六割に当たる180議席を獲得して圧勝、最大野党の未来統合党と比例政党の未来韓国党は103議席にとどまり前回選挙より20議席余を減らす惨敗となった。左派政党の正義党は6議席、中道系の国民の党は3議席、与党系の開かれた民主党は3議席、無所属は5議席となった。なお地域区における第3党の当選者は正義党の1名（他に無所属が5名）のみで2大政党でほぼ独占する結果となった。
事前投票率は26.69％で歴代事前投票率の中で最大値を記録、最終的な投票率は66.2%を記録、1992年の第14代総選挙（71.9%）に次いで高い投票率を記録した。
事前投票率：26.69％（投票者数11,742,677名/選挙人数43,994,247名）
| ソウル | 仁川   | 京畿   | 大田   | 忠北   | 忠南   | 光州   | 全北   | 全南   | 釜山   | 大邱   | 蔚山   | 慶北   | 慶南   | 江原   | 済州   | 世宗   |
| ------ | ------ | ------ | ------ | ------ | ------ | ------ | ------ | ------ | ------ | ------ | ------ | ------ | ------ | ------ | ------ | ------ |
| 27.29% | 24.73% | 23.88% | 26.93% | 26.71% | 25.31% | 32.18% | 34.75% | 35.77% | 25.52% | 23.56% | 25.97% | 28.70% | 27.59% | 28.75% | 24.65% | 32.37% |

最終的投票率：66.2%（投票者数29,126,396名／選挙人数43,994,247名）
| ソウル | 仁川  | 京畿  | 大田  | 忠北  | 忠南  | 光州  | 全北  | 全南  | 釜山  | 大邱  | 蔚山  | 慶北  | 慶南  | 江原  | 済州  | 世宗  |
| ------ | ----- | ----- | ----- | ----- | ----- | ----- | ----- | ----- | ----- | ----- | ----- | ----- | ----- | ----- | ----- | ----- |
| 68.1%  | 63.2% | 65.0% | 65.5% | 64.0% | 62.4% | 65.9% | 67.0% | 67.8% | 67.7% | 67.0% | 68.6% | 66.4% | 67.8% | 66.0% | 68.5% | 62.9% |

| 党派                  | 地域区     | 地域区 | 地域区 | 比例代表   | 比例代表 | 比例代表 | 地域+比例 合計議席 | 備考                     |
| 党派                  | 得票数     | 得票率 | 議席数 | 得票数     | 得票率   | 議席数   | 地域+比例 合計議席 | 備考                     |
| --------------------- | ---------- | ------ | ------ | ---------- | -------- | -------- | ------------------ | ------------------------ |
| 共に民主党            | 14,345,425 | 49.91% | 163    | -          | -        | -        | 163                | 地域区のみに候補者擁立   |
| 共に市民党            | -          | -      | -      | 9,307,112  | 33.35%   | 17       | 17                 | 比例代表のみに候補者擁立 |
| 共に民主党+共に市民党 | 14,345,425 | 49.9%  | 163    | 9,307,112  | 33.35%   | 17       | 180                |                          |
| 未来統合党            | 11,915,277 | 41.45% | 84     | -          | -        | -        | 84                 | 地域区のみに候補者擁立   |
| 未来韓国党            | -          | -      | -      | 9,441,520  | 33.84%   | 19       | 19                 | 比例代表のみに候補者擁立 |
| 未来統合党+未来韓国党 | 11,915,277 | 41.5%  | 84     | 9,441,520  | 33.84%   | 19       | 103                |                          |
| 正義党                | 492,100    | 1.71%  | 1      | 2,697,956  | 9.67%    | 5        | 6                  |                          |
| 国民の党              | -          | -      | -      | 1,896,719  | 6.79%    | 3        | 3                  | 比例代表のみに候補者擁立 |
| 開かれた民主党        | -          | -      | -      | 1,512,763  | 5.42%    | 3        | 3                  | 比例代表のみに候補者擁立 |
| 民生党                | 415,473    | 1.45%  | 0      | 758,778    | 2.71%    | 0        | 0                  |                          |
| 民衆党                | 157,706    | 0.55%  | 0      | 295,612    | 1.05%    | 0        | 0                  |                          |
| ウリ共和党            | 47,299     | 0.16%  | 0      | 208,719    | 0.74%    | 0        | 0                  |                          |
| 親朴新党              | 1,884      | 0.01%  | 0      | 142,747    | 0.51%    | 0        | 0                  |                          |
| 韓国経済党            | -          | -      | -      | 48,807     | 0.17%    | 0        | 0                  | 比例代表のみに候補擁立   |
| その他の政党          | 242,077    | 0.84%  | 0      | 1,589,131  | 5.55%    | 0        | 0                  |                          |
| 無所属                | 1,124,167  | 3.91%  | 5      | -          | -        | -        | 5                  |                          |
|                       | 28,741,408 |        | 253    | 27,899,864 |          | 47       | 300                |                          |

出典：중앙선거관리위원회　선거통계시스템（中央選挙管理委員会選挙統計システム）（2020年4月21日閲覧）、“제21대 국회의원선거 정당별 득표수 현황(지역구 및 비례대표국회의원선거 기준)（第21代国会議員選挙政党別得票数現況（地域区と比例代表国会議員選挙基準）”.   韓国中央選挙管理委員会 (2020年4月23日). 2020年4月27日閲覧。選挙前に議席があった政党については個別名で、それ以外の政党の得票数は「その他の政党」として合算して掲載した。

カルトグラムで示した地域区選挙結果地図。地図上部の首都圏と左下の全羅道で共に民主党が圧勝、地図右下の慶尚道では未来統合党が圧勝した事が確認できる。

地域別にみた場合、共に民主党はソウル市を含む首都圏で圧勝、南西部の全羅道でほぼ全勝。未来統合党は東南部の慶尚道でほぼ全勝。東西で政党支持が明確に分かれる結果となり、韓国政治を左右してきた地域主義が復活する結果となった。またこれまでスイングステートとされてきた首都圏が民主党の基盤として定着したとの分析もなされている。

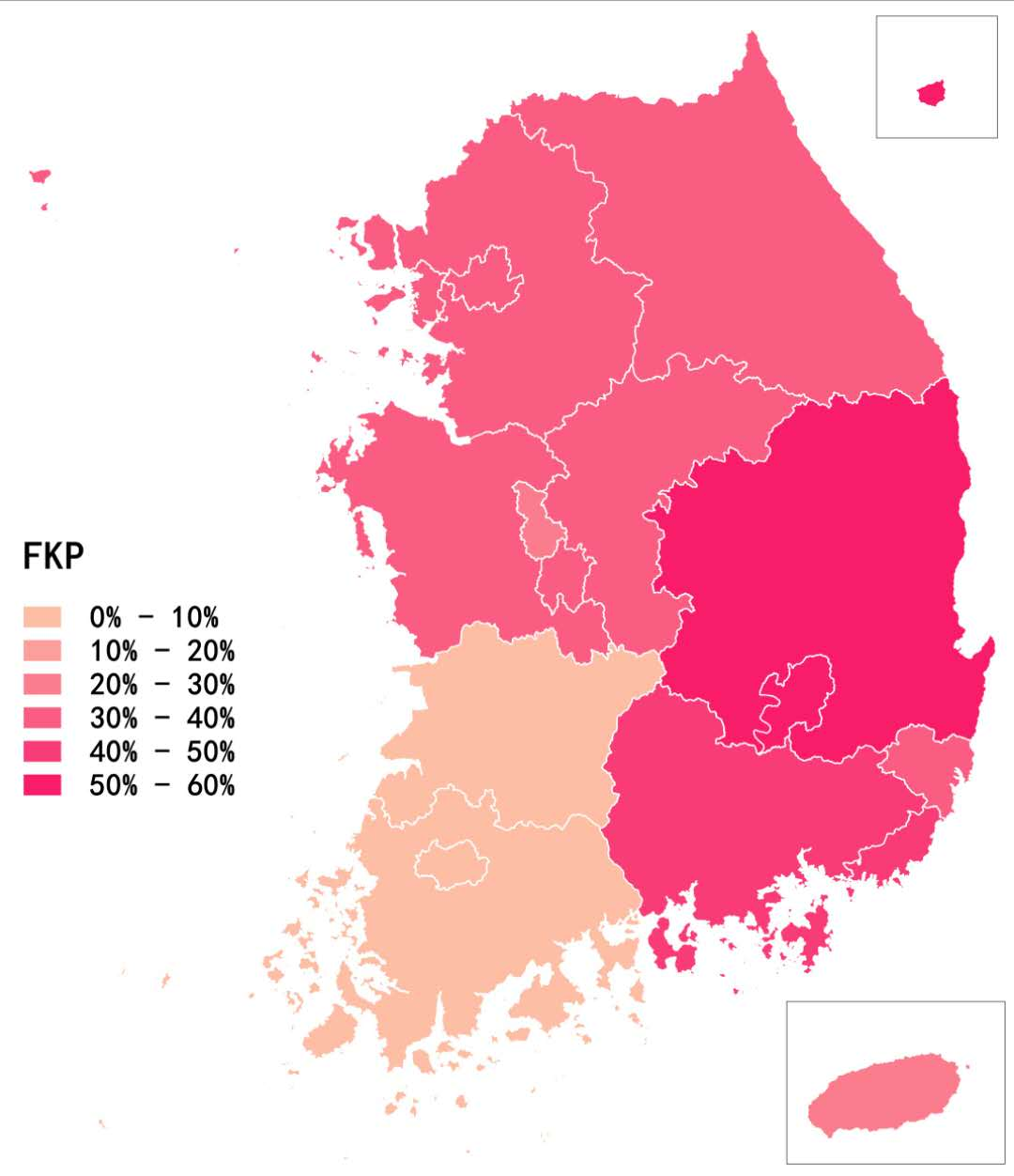
未来韓国党の市道別支持の強弱地図。東南部、特に大邱や慶尚北道を中心に高い支持が出ていることが分かる

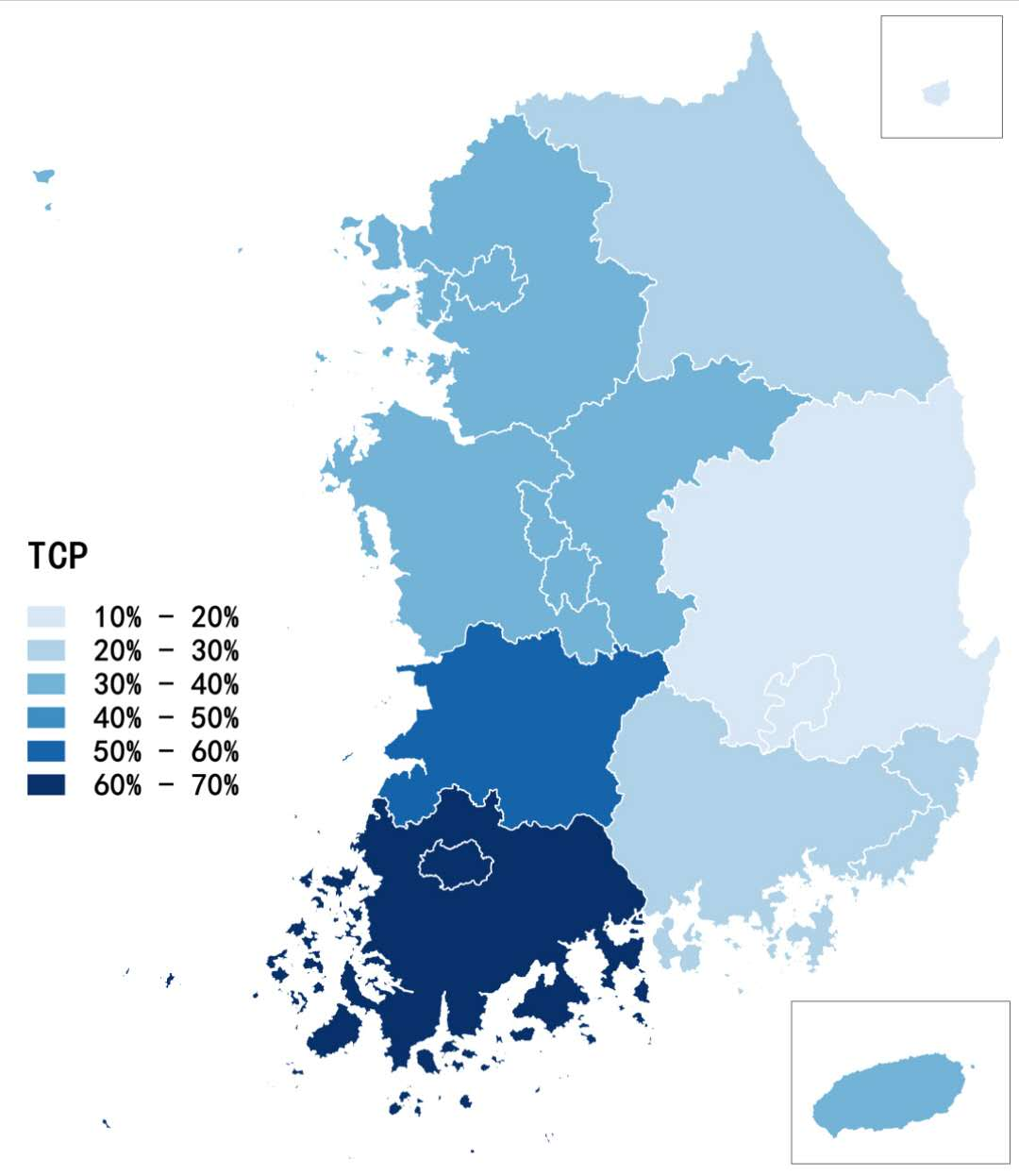
共に市民党の市道別支持の強弱地図。南西部、特に光州や全羅南道・北道を中心に高い支持が出ていることが分かる

| 市道名 | 市道名         | 党派        | 党派        | 党派   | 党派   |
| 市道名 | 市道名         | 共に 民主党 | 未来 統合党 | 正義党 | 無所属 |
| 合計   | 合計           | 163         | 84          | 1      | 5      |
| ------ | -------------- | ----------- | ----------- | ------ | ------ |
| 首都圏 | ソウル特別市   | 41          | 8           |        |        |
| 首都圏 | 仁川広域市     | 11          | 1           |        | 1      |
| 首都圏 | 京畿道         | 51          | 7           | 1      |        |
| 忠清道 | 大田広域市     | 7           |             |        |        |
| 忠清道 | 世宗特別自治市 | 2           |             |        |        |
| 忠清道 | 忠清南道       | 6           | 5           |        |        |
| 忠清道 | 忠清北道       | 5           | 3           |        |        |
| 全羅道 | 光州広域市     | 8           |             |        |        |
| 全羅道 | 全羅南道       | 10          |             |        |        |
| 全羅道 | 全羅北道       | 9           |             |        | 1      |
| 江原道 | 江原道         | 3           | 4           |        | 1      |
| 慶尚道 | 釜山広域市     | 3           | 15          |        |        |
| 慶尚道 | 蔚山広域市     | 1           | 5           |        |        |
| 慶尚道 | 慶尚南道       | 3           | 12          |        | 1      |
| 慶尚道 | 大邱広域市     |             | 11          |        | 1      |
| 慶尚道 | 慶尚北道       |             | 13          |        |        |
| 済州道 | 済州特別自治道 | 3           |             |        |        |

“중앙선거관리위원회　선거통계시스템（中央選挙管理委員会選挙統計システム）”. 2020年4月27日閲覧。
| 市道     | 市道           | 党派        | 党派        | 党派   | 党派     | 党派            |
| 市道     | 市道           | 未来 韓国党 | 共に 市民党 | 正義党 | 国民の党 | 開かれた 民主党 |
| 全国平均 | 全国平均       | 33.84       | 33.35       | 9.67   | 6.79     | 5.42            |
| -------- | -------------- | ----------- | ----------- | ------ | -------- | --------------- |
| 首都圏   | ソウル特別市   | 33.10       | 33.20       | 9.73   | 8.26     | 5.88            |
| 首都圏   | 仁川広域市     | 31.32       | 34.57       | 11.82  | 6.68     | 5.21            |
| 首都圏   | 京畿道         | 31.39       | 34.72       | 10.42  | 7.27     | 5.91            |
| 忠清道   | 大田広域市     | 32.25       | 33.68       | 9.80   | 7.93     | 5.46            |
| 忠清道   | 世宗特別自治市 | 25.57       | 36.53       | 12.27  | 9.22     | 7.32            |
| 忠清道   | 忠清南道       | 35.40       | 31.23       | 9.68   | 6.39     | 4.64            |
| 忠清道   | 忠清北道       | 36.26       | 30.86       | 10.36  | 6.15     | 4.64            |
| 全羅道   | 光州広域市     | 3.18        | 60.95       | 9.84   | 4.87     | 8.18            |
| 全羅道   | 全羅南道       | 4.18        | 60.34       | 9.56   | 3.87     | 6.96            |
| 全羅道   | 全羅北道       | 5.73        | 56.02       | 12.01  | 4.09     | 9.02            |
| 江原道   | 江原道         | 39.12       | 28.87       | 9.74   | 5.84     | 4.62            |
| 慶尚道   | 釜山広域市     | 43.75       | 28.42       | 7.36   | 6.20     | 4.60            |
| 慶尚道   | 蔚山広域市     | 39.59       | 26.76       | 10.28  | 6.19     | 4.38            |
| 慶尚道   | 慶尚南道       | 44.60       | 25.59       | 9.37   | 5.40     | 4.13            |
| 慶尚道   | 大邱広域市     | 54.79       | 16.23       | 6.37   | 8.65     | 3.03            |
| 慶尚道   | 慶尚北道       | 56.76       | 16.14       | 6.53   | 5.57     | 2.86            |
| 済州道   | 済州特別自治道 | 28.23       | 35.60       | 12.89  | 5.89     | 6.25            |

出典：“중앙선거관리위원회　선거통계시스템（中央選挙管理委員会選挙統計システム）”. 2020年4月27日閲覧。
女性当選者は57名、うち地域区の当選者は29名となり歴代最多を記録した。しかし地域区全体議席に占める女性当選者の割合は11.5%と依然として低い結果となった。
| 党派           | 当選者数 | 地域区 | 比例代表 | 備考                       |
| -------------- | -------- | ------ | -------- | -------------------------- |
| 共に民主党     | 30       | 20     | 10       | 比例代表は共に市民党       |
| 未来統合党     | 18       | 8      | 10       | 比例代表は未来韓国党       |
| 正義党         | 5        | 1      | 4        |                            |
| 国民の党       | 2        | -      | 2        | 地域区には候補者を擁立せず |
| 開かれた民主党 | 2        | -      | 2        | 地域区には候補者を擁立せず |

出典：“중앙선거관리위원회　선거통계시스템（中央選挙管理委員会選挙統計システム）”. 2020年5月8日閲覧。

## 当選議員

### 小選挙区
共に民主党   未来統合党   正義党   無所属 
| ソウル特別市   | 鐘路区                           | 李洛淵   | 中区・城東区甲                   | 洪翼杓 |
| ソウル特別市   | 中区・城東区乙                   | 朴省俊   | 龍山区                           | 権寧世 |
| ソウル特別市   | 広津区甲                         | 全恵淑   | 広津区乙                         | 高旼廷 |
| ソウル特別市   | 東大門区甲                       | 安圭伯   | 東大門区乙                       | 張耿態 |
| ソウル特別市   | 中浪区甲                         | 徐瑛教   | 中浪区乙                         | 朴洪根 |
| ソウル特別市   | 城北区甲                         | 金永培   | 城北区乙                         | 奇東旻 |
| ソウル特別市   | 江北区甲                         | 千俊鎬   | 江北区乙                         | 朴用鎮 |
| ソウル特別市   | 道峰区甲                         | 印在謹   | 道峰区乙                         | 呉奇炯 |
| ソウル特別市   | 蘆原区甲                         | 高榕禛   | 蘆原区乙                         | 禹元植 |
| ソウル特別市   | 蘆原区丙                         | 金星煥   | 恩平区甲                         | 朴柱民 |
| ソウル特別市   | 恩平区乙                         | 姜炳遠   | 西大門区甲                       | 禹相虎 |
| ソウル特別市   | 西大門区乙                       | 金映豪   | 麻浦区甲                         | 盧雄来 |
| ソウル特別市   | 麻浦区乙                         | 鄭清来   | 陽川区甲                         | 黄熙   |
| ソウル特別市   | 陽川区乙                         | 李庸瑄   | 江西区甲                         | 姜仙祐 |
| ソウル特別市   | 江西区乙                         | 陳声準   | 江西区丙                         | 韓貞愛 |
| ソウル特別市   | 九老区甲                         | 李仁栄   | 九老区乙                         | 尹健永 |
| ソウル特別市   | 衿川区                           | 崔基相   | 永登浦区甲                       | 金栄珠 |
| ソウル特別市   | 永登浦区乙                       | 金民錫   | 銅雀区甲                         | 金炳基 |
| ソウル特別市   | 銅雀区乙                         | 李秀真   | 冠岳区甲                         | 柳基洪 |
| ソウル特別市   | 冠岳区乙                         | 鄭泰浩   | 瑞草区甲                         | 尹喜淑 |
| ソウル特別市   | 瑞草区乙                         | 朴成重   | 江南区甲                         | 太永浩 |
| ソウル特別市   | 江南区乙                         | 朴振     | 江南区丙                         | 兪京濬 |
| ソウル特別市   | 松坡区甲                         | 金雄     | 松坡区乙                         | 裵賢鎮 |
| ソウル特別市   | 松坡区丙                         | 南仁順   | 江東区甲                         | 陳善美 |
| ソウル特別市   | 江東区乙                         | 李海植   |                                  |        |
| 仁川広域市     | 中区・江華郡・甕津郡             | 裵俊英   | 東区・弥鄒忽区甲                 | 許琮植 |
| 仁川広域市     | 東区・弥鄒忽区乙                 | 尹相現   | 延寿区甲                         | 朴賛大 |
| 仁川広域市     | 延寿区乙                         | 鄭日永   | 南洞区甲                         | 孟聖奎 |
| 仁川広域市     | 南洞区乙                         | 尹官石   | 富平区甲                         | 李成万 |
| 仁川広域市     | 富平区乙                         | 洪永杓   | 桂陽区甲                         | 柳東秀 |
| 仁川広域市     | 桂陽区乙                         | 宋永吉   | 西区甲                           | 金教興 |
| 仁川広域市     | 西区乙                           | 申東根   |                                  |        |
| 京畿道         | 水原市甲                         | 金勝源   | 水原市乙                         | 白恵蓮 |
| 京畿道         | 水原市丙                         | 金栄鎮   | 水原市丁                         | 朴洸瑥 |
| 京畿道         | 水原市戊                         | 金振杓   | 城南市寿井区                     | 金太年 |
| 京畿道         | 城南市中院区                     | 尹永燦   | 城南市盆唐区甲                   | 金恩慧 |
| 京畿道         | 城南市盆唐区乙                   | 金炳旭   | 議政府市甲                       | 呉永煥 |
| 京畿道         | 議政府市乙                       | 金敏徹   | 安養市万安区                     | 姜得求 |
| 京畿道         | 安養市東安区甲                   | 閔炳徳   | 安養市東安区乙                   | 李在汀 |
| 京畿道         | 富川市甲                         | 金炅侠   | 富川市乙                         | 薛勲   |
| 京畿道         | 富川市丙                         | 金相姫   | 富川市丁                         | 徐暎錫 |
| 京畿道         | 光明市甲                         | 林五卿   | 光明市乙                         | 梁基大 |
| 京畿道         | 平沢市甲                         | 洪起元   | 平沢市乙                         | 兪義東 |
| 京畿道         | 東豆川市・漣川郡                 | 金成願   | 安山市常緑区甲                   | 全海澈 |
| 京畿道         | 安山市常緑区乙                   | 金哲玟   | 安山市檀園区甲                   | 高永寅 |
| 京畿道         | 安山市檀園区乙                   | 金南局   | 高陽市甲                         | 沈相奵 |
| 京畿道         | 高陽市乙                         | 韓俊鎬   | 高陽市丙                         | 洪貞敏 |
| 京畿道         | 高陽市丁                         | 李龍雨   | 義王市・果川市                   | 李素永 |
| 京畿道         | 九里市                           | 尹昊重   | 南楊州市甲                       | 趙応天 |
| 京畿道         | 南楊州市乙                       | 金漢正   | 南楊州市丙                       | 金容民 |
| 京畿道         | 烏山市                           | 安敏錫   | 始興市甲                         | 文貞福 |
| 京畿道         | 始興市乙                         | 趙正湜   | 軍浦市                           | 李学永 |
| 京畿道         | 河南市                           | 崔種允   | 龍仁市甲                         | 鄭燦敏 |
| 京畿道         | 龍仁市乙                         | 金敏基   | 龍仁市丙                         | 鄭春淑 |
| 京畿道         | 龍仁市丁                         | 李誕熙   | 坡州市甲                         | 尹厚徳 |
| 京畿道         | 坡州市乙                         | 朴釘     | 利川市                           | 宋錫俊 |
| 京畿道         | 安城市                           | 李圭閔   | 金浦市甲                         | 金周暎 |
| 京畿道         | 金浦市乙                         | 朴商赫   | 華城市甲                         | 宋玉珠 |
| 京畿道         | 華城市乙                         | 李元旭   | 華城市丙                         | 権七勝 |
| 京畿道         | 広州市甲                         | 蘇秉勲   | 広州市乙                         | 林鍾声 |
| 京畿道         | 楊州市                           | 鄭成湖   | 抱川市・加平郡                   | 崔春植 |
| 京畿道         | 驪州市・楊平郡                   | 金善教   |                                  |        |
| 江原道         | 春川市・鉄原郡・華川郡・楊口郡甲 | 許栄     | 春川市・鉄原郡・華川郡・楊口郡乙 | 韓起鎬 |
| 江原道         | 原州市甲                         | 李光宰   | 原州市乙                         | 宋基憲 |
| 江原道         | 江陵市                           | 権性東   | 東海市・太白市・三陟市・旌善郡   | 李喆圭 |
| 江原道         | 束草市・麟蹄郡・高城郡・襄陽郡   | 李亮寿   | 洪川郡・横城郡・寧越郡・平昌郡   | 劉相凡 |
| 忠清北道       | 清州市上党区                     | 鄭正淳   | 清州市西原区                     | 李将燮 |
| 忠清北道       | 清州市興徳区                     | 都鐘煥   | 清州市清原区                     | 卞在一 |
| 忠清北道       | 忠州市                           | 李鍾培   | 堤川市・丹陽郡                   | 厳泰永 |
| 忠清北道       | 報恩郡・沃川郡・永同郡・槐山郡   | 朴徳欽   | 曽坪郡・鎮川郡・陰城郡           | 林昊宣 |
| 大田広域市     | 東区                             | 張喆敏   | 中区                             | 黄雲夏 |
| 大田広域市     | 西区甲                           | 朴炳錫   | 西区乙                           | 朴範界 |
| 大田広域市     | 儒城区甲                         | 趙承来   | 儒城区乙                         | 李相珉 |
| 大田広域市     | 大徳区                           | 朴英淳   |                                  |        |
| 世宗特別自治市 | 世宗特別自治市甲                 | 洪性国   | 世宗特別自治市乙                 | 康準鉉 |
| 忠清南道       | 天安市甲                         | 文振碩   | 天安市乙                         | 朴完柱 |
| 忠清南道       | 天安市丙                         | 李楨文   | 公州市・扶余郡・青陽郡           | 鄭鎮碩 |
| 忠清南道       | 保寧市・舒川郡                   | 金泰欽   | 牙山市甲                         | 李明洙 |
| 忠清南道       | 牙山市乙                         | 姜勲植   | 瑞山市・泰安郡                   | 成一鍾 |
| 忠清南道       | 論山市・鶏龍市・錦山郡           | 金鍾民   | 唐津市                           | 魚基亀 |
| 忠清南道       | 洪城郡・礼山郡                   | 洪文杓   |                                  |        |
| 全羅北道       | 全州市甲                         | 金潤徳   | 全州市乙                         | 李相稷 |
| 全羅北道       | 全州市丙                         | 金成柱   | 群山市                           | 申栄大 |
| 全羅北道       | 益山市甲                         | 金洙興   | 益山市乙                         | 韓秉道 |
| 全羅北道       | 井邑市・高敞郡                   | 尹準炳   | 南原市・任実郡・淳昌郡           | 李容鎬 |
| 全羅北道       | 金堤市・扶安郡                   | 李源沢   | 完州郡・鎮安郡・茂朱郡・長水郡   | 安浩永 |
| 光州広域市     | 東区・南区甲                     | 尹永徳   | 東区・南区乙                     | 李炳勲 |
| 光州広域市     | 西区甲                           | 宋甲錫   | 西区乙                           | 梁香子 |
| 光州広域市     | 北区甲                           | 曺五燮   | 北区乙                           | 李炯錫 |
| 光州広域市     | 光山区甲                         | 李龍彬   | 光山区乙                         | 閔馨培 |
| 全羅南道       | 木浦市                           | 金元二   | 麗水市甲                         | 朱哲鉉 |
| 全羅南道       | 麗水市乙                         | 金会在   | 順天市・光陽市・谷城郡・求礼郡甲 | 蘇秉哲 |
| 全羅南道       | 順天市・光陽市・谷城郡・求礼郡乙 | 徐東榕   | 羅州市・和順郡                   | 辛正勲 |
| 全羅南道       | 潭陽郡・咸平郡・霊光郡・長城郡   | 李介昊   | 高興郡・宝城郡・長興郡・康津郡   | 金承南 |
| 全羅南道       | 海南郡・莞島郡・珍島郡           | 尹才鉀   | 霊岩郡・務安郡・新安郡           | 徐参錫 |
| 大邱広域市     | 中区・南区                       | 郭尚道   | 東区甲                           | 柳性杰 |
| 大邱広域市     | 東区乙                           | 姜大植   | 西区                             | 金相勲 |
| 大邱広域市     | 北区甲                           | 梁琴喜   | 北区乙                           | 金承洙 |
| 大邱広域市     | 寿城区甲                         | 朱豪英   | 寿城区乙                         | 洪準杓 |
| 大邱広域市     | 達西区甲                         | 洪碩晙   | 達西区乙                         | 尹在玉 |
| 大邱広域市     | 達西区丙                         | 金用判   | 達城郡                           | 秋慶鎬 |
| 慶尚北道       | 浦項市北区                       | 金汀才   | 浦項市南区・鬱陵郡               | 金炳旭 |
| 慶尚北道       | 慶州市                           | 金碩基   | 金泉市                           | 宋彦錫 |
| 慶尚北道       | 安東市・醴泉郡                   | 金亨東   | 亀尾市甲                         | 具滋根 |
| 慶尚北道       | 亀尾市乙                         | 金英植   | 栄州市・英陽郡・奉化郡・蔚珍郡   | 朴亨修 |
| 慶尚北道       | 永川市・清道郡                   | 李晩熙   | 尚州市・聞慶市                   | 林利子 |
| 慶尚北道       | 慶山市                           | 尹斗鉉   | 軍威郡・義城郡・青松郡・盈徳郡   | 金熙国 |
| 慶尚北道       | 高霊郡・星州郡・漆谷郡           | 鄭熙溶   |                                  |        |
| 釜山広域市     | 中区・影島区                     | 皇甫承希 | 西区・東区                       | 安炳吉 |
| 釜山広域市     | 釜山鎮区甲                       | 徐秉洙   | 釜山鎮区乙                       | 李憲昇 |
| 釜山広域市     | 東萊区                           | 金熙坤   | 南区甲                           | 朴洙瑩 |
| 釜山広域市     | 南区乙                           | 朴在昊   | 北区・江西区甲                   | 田載秀 |
| 釜山広域市     | 北区・江西区乙                   | 金度邑   | 海雲台区甲                       | 河泰慶 |
| 釜山広域市     | 海雲台区乙                       | 金美愛   | 沙下区甲                         | 崔仁昊 |
| 釜山広域市     | 沙下区乙                         | 趙慶泰   | 金井区                           | 白宗憲 |
| 釜山広域市     | 蓮堤区                           | 李周桓   | 水営区                           | 田奉珉 |
| 釜山広域市     | 沙上区                           | 張済元   | 機張郡                           | 鄭東万 |
| 蔚山広域市     | 中区                             | 朴聖敏   | 南区甲                           | 李埰益 |
| 蔚山広域市     | 南区乙                           | 金起炫   | 東区                             | 権明浩 |
| 蔚山広域市     | 北区                             | 李相憲   | 蔚州郡                           | 徐範洙 |
| 慶尚南道       | 昌原市義昌区                     | 朴完洙   | 昌原市城山区                     | 姜起潤 |
| 慶尚南道       | 昌原市馬山合浦区                 | 崔炯斗   | 昌原市馬山会原区                 | 尹漢洪 |
| 慶尚南道       | 昌原市鎮海区                     | 李達坤   | 晋州市甲                         | 朴大出 |
| 慶尚南道       | 晋州市乙                         | 姜旻局   | 統営市・固城郡                   | 鄭点植 |
| 慶尚南道       | 泗川市・南海郡・河東郡           | 河栄帝   | 金海市甲                         | 閔洪喆 |
| 慶尚南道       | 金海市乙                         | 金禎鎬   | 密陽市・宜寧郡・咸安郡・昌寧郡   | 曺海珍 |
| 慶尚南道       | 巨済市                           | 徐一俊   | 梁山市甲                         | 尹永碩 |
| 慶尚南道       | 梁山市乙                         | 金斗官   | 山清郡・咸陽郡・居昌郡・陜川郡   | 金台鎬 |
| 済州特別自治道 | 済州市甲                         | 宋在祜   | 済州市乙                         | 呉怜勲 |
| 済州特別自治道 | 西帰浦市                         | 魏聖坤   |                                  |        |

#### 補欠選挙
| 年   | 日付 | 選挙区                 | 当選者 | 当選政党   | 欠員   | 欠員政党   | 欠員事由                   |
| ---- | ---- | ---------------------- | ------ | ---------- | ------ | ---------- | -------------------------- |
| 2022 | 3.9  | ソウル鐘路区           | 崔在亨 | 国民の力   | 李洛淵 | 共に民主党 | 大統領選へ出馬             |
| 2022 | 3.9  | ソウル瑞草区甲         | 趙恩禧 | 国民の力   | 尹喜淑 | 国民の力   | 辞職                       |
| 2022 | 3.9  | 大邱中区・南区         | 林炳憲 | 無所属     | 郭尚道 | 無所属     | 辞職                       |
| 2022 | 3.9  | 京畿道安城市           | 金学容 | 国民の力   | 李圭閔 | 共に民主党 | 当選無効                   |
| 2022 | 3.9  | 忠清北道清州市上党区   | 鄭宇沢 | 国民の力   | 鄭正淳 | 共に民主党 | 失職                       |
| 2022 | 6.1  | 大邱寿城区乙           | 李仁善 | 国民の力   | 洪準杓 | 国民の力   | 大邱市長選へ出馬           |
| 2022 | 6.1  | 仁川桂陽区乙           | 李在明 | 共に民主党 | 宋永吉 | 共に民主党 | ソウル市長選へ出馬         |
| 2022 | 6.1  | 京畿道城南市盆唐区甲   | 安哲秀 | 国民の力   | 金恩慧 | 国民の力   | 京畿道知事選へ出馬         |
| 2022 | 6.1  | 江原道原州市甲         | 朴正河 | 国民の力   | 李光宰 | 共に民主党 | 江原道知事選へ出馬         |
| 2022 | 6.1  | 忠清南道保寧市・舒川郡 | 張東赫 | 国民の力   | 金泰欽 | 国民の力   | 忠清南道知事選へ出馬       |
| 2022 | 6.1  | 慶尚南道昌原市義昌区   | 金映宣 | 国民の力   | 朴完洙 | 国民の力   | 慶尚南道知事選へ出馬       |
| 2022 | 6.1  | 済州特別自治道済州市乙 | 金翰奎 | 共に民主党 | 呉怜勲 | 共に民主党 | 済州特別自治道知事選へ出馬 |
| 2023 | 4.5  | 全羅北道全州市乙       | 姜聖熙 | 進歩党     | 李相稷 | 無所属     | 当選無効                   |

### 比例区
| 未来韓国党     | 尹柱卿 | 尹暢賢 | 韓茂景 | 李鍾成 | 趙修真 | 趙太庸 | 丁慶姫 | 申源湜 | 曺明姫   | 朴大寿 | 金睿智 | 池成浩 | 李永   | 崔承宰 | 全珠恵 | 鄭雲天 | 徐正淑 | 李鏞 | 許垠娥 |
| 共に市民党     | 申賢栄 | 金京万 | 権仁淑 | 李東洲 | 龍慧仁 | 趙廷訓 | 尹美香 | 鄭必模 | 梁李媛瑛 | 兪訂炷 | 崔恵英 | 金柄周 | 李寿珍 | 金弘傑 | 梁貞淑 | 田溶冀 | 梁敬淑 |      |        |
| 正義党         | 柳好貞 | 張恵英 | 姜恩美 | 裵晋教 | 李恩周 |        |        |        |          |        |        |        |        |        |        |        |        |      |        |
| 国民の党       | 崔妍淑 | 李泰珪 | 権垠希 |        |        |        |        |        |          |        |        |        |        |        |        |        |        |      |        |
| 開かれた民主党 | 金鎮愛 | 崔康旭 | 姜旼姃 |        |        |        |        |        |          |        |        |        |        |        |        |        |        |      |        |

#### 繰上当選
| 年   | 日付 | 当選者       | 名簿政党名     | 欠員   | 欠員事由                             |
| ---- | ---- | ------------ | -------------- | ------ | ------------------------------------ |
| 2021 | 3.26 | 金宜謙       | 開かれた民主党 | 金鎮愛 | ソウル市長補欠選挙へ出馬             |
| 2022 | 5.23 | 魯容昊       | 未来韓国党     | 李永   | 中小ベンチャー企業部長官に任命       |
| 2022 | 6.10 | 崔英姫       | 未来韓国党     | 趙太庸 | 駐米大使に任命                       |
| 2023 | 9.20 | 許淑湞       | 開かれた民主党 | 崔康旭 | 被選挙権喪失により失職               |
| 2023 | 11.2 | 禹信九       | 未来韓国党     | 申源湜 | 国防部長官に任命                     |
| 2024 | 1.8  | 金恩希       | 未来韓国党     | 許垠娥 | 離党により議員職喪失                 |
| 2024 | 1.29 | 梁暻圭       | 正義党         | 柳好貞 | 離党により議員職喪失                 |
| 2024 | 1.29 | 李ジャスミン | 正義党         | 李恩周 | 不法政治資金を巡る訴訟の進行中に辞職 |
| 2024 | 1.30 | 金僅泰       | 国民の党       | 権垠希 | 離党により議員職喪失                 |